# My All
«My All» (en español: «mi todo») es una canción escrita y producida por la cantante estadounidense Mariah Carey y el productor Walter Affanasieff para su séptimo álbum Butterfly (1997).
"My All" es la primera canción en la que Carey explora ritmos latinos, cómo el uso de la guitarra latina, acordes y percusión latina en el primer coro, antes de tomar una forma más convencional de R&B contemporáneo.
La protagonista de la balada declara que daría su "todo" por tener solo un noche más con su enamorado, ya que se encuentran separados.
La canción fue lanzada cómo quinto y último sencillo comercial del álbum en el segundo trimestre de 1998, alcanzando gran éxito dentro y fuera de los Estados Unidos.
Este fue la última canción en la que Carey trabajó con Walter Afanasieff, quién colaboró con ella desde su debut en 1990.

## Recepción
A pesar de que era el quinto sencillo del álbum Butterfly, era solo el segundo en ser publicado de manera comercial en Estados Unidos, ya que sus antecesores habían sido lanzados solo para la radio en dicho país.
En Estados Unidos "My All" se lanzó cómo doble cara con "Breakdown". El sencillo debutó en el número dos en el Billboard Hot 100 y alcanzó su punto máximo dos semanas más tarde en el número uno, donde permaneció durante una semana, su más corta estadía en el primer puesto hasta ese tiempo. My All fue el decimotercer sencillo de Carey que alcanzaba la cima en la lista Billboard Hot 100, y con el que Carey se posicionó cómo la artista mujer con más sencillos número uno en dicha lista, pues antes debía compartir la hazaña con Diana Ross y The Supremes.
"My All" continuó con la tendencia iniciada con "Honey" de los sencillos de Carey que se vendían fuertemente, pero solo recibían moderado airplay en las radios. Esto jugó en contra de la permanencia de Carey en las listas, ya que entonces la revista Billboard se centraba mucho más en el airplay que en las ventas.
El sencillo se mantuvo por dieciocho semanas en el top 40 y alcanzó certificación de platino. A fin de año "My All" aparecía en el número dieciséis en la lista de los sencillos más vendidos durante el año (1998).
En el resto del mundo, el sencillo tuvo mucho éxito, alcanzado el top 10 en Reino Unido, Brasil, Francia y Suiza, además de llegar al top 20 en muchos otros países.

## Remixes y otras versiones
"My All" es una de las pistas de Carey más remezcladas. Se lanzaron dos maxisencillos solo en Estados Unidos. El principal es el R&B remix titulado "So So Def" que incluye nuevas grabaciones de la voz de Carey y mezcla la versión original de la canción con un sample (muestra) de la canción "Stay a Little While". Esta versión fue producida por Jermaine Dupri y contiene versos rapeados por Lord Tariq y Peter Gunz.
El principal Dance Mix (Mezcla bailable) es el "Classic Club mix" producida por David Morales. Fue la primera colaboración de Carey con Morales en que ella no volvió a grabar completamente su voz, en consecuencia la mezcla es bastante cercana a los acordes de la versión original de la canción aunque se añadieron algunos vocales nuevos. Esta mezcla fue un gran éxito en Estados Unidos, llegando a las primeras posiciones en las listas de música bailable.
Carey interpretó esta versión en sus giras de concierto Charmbracelet World Tour (2003) y The Adventures of Mimi Tour (2006).

### Versión en español
"My All" fue la pista elegida del entonces nuevo álbum para ser traducida y grabada en español, pero a diferencias de sus dos versiones en español anteriores "Hero" y "Open Arms" esta fue interpretada en una nota diferente a la de la versión en inglés.
Se lanzó oficialmente cómo sencillo en Latinoamérica con el nombre "Mi Todo" y fue la última canción que Carey grabó en español, por un error gramatical en el primer verso. Más tarde Carey explicó en su página web que nunca más grabará una canción en español hasta que pueda pronunciar bien las palabras.

### Lista de versiones y remixes
- «My All» [Álbum Versión] 3:52
- «My All» ['My' Club Mix] 7:10
- «My All» [Classic Club Mix] 9:15
- «My All» [Classic Radio Club Mix] 4:17
- «My All» [Full Crew Main Mix] 4:39
- «My All» [Full Crew Main Mix Instrumental] 4:40
- «My All» [Classic Radio Mix] 4:15
- «My All» [Full Crew Main Mix w-o Rap] 4:39
- «My All» [Full Crew Radio Mix] 3:57
- «My All» ['Def' Club Mix] 7:16
- «My All» [Def Instrumental] 7:01
- «My All-Stay Awhile» [So So Def Remix - No LTPG] 3:48
- «My All-Stay Awhile» [So So Def Remix Instrumental] 4:42
- «My All-Stay Awhile» [So So Def Remix A Cappella] 4:44
- «My All-Stay Awhile» [So So Def Remix - No LTPG & No JD] 3:43
- «My All-Stay Awhile» [So So Def Remix] 4:44
- «Mi Todo» [Álbum Versión] 3:49
- «Mi Todo» [Versión Mi Fiesta] 4:29
- «Mi Todo» [Por Una Noche Más En Los Clubs] 7:02
- «Mi Todo» [Por Una Noche Más Instrumental] 3:24
- «Mi Todo» [Versión Por Una Noche Más] 3:24
- «Mi Todo» [Fiesta Mix] 4:31
- «Mi Todo» My All [Remix] 3:43

## Vídeos musicales
El vídeo del sencillo se filmó en Puerto Rico, completamente en blanco y negro. Fue uno de los últimos vídeos musicales dirigidos por el fotógrafo Herb Ritts antes de morir. El vídeo comienza con Carey acostada en un boto de remos en medio del océano, luego avanza hacia la orilla y pasa a través de unas flores. Esta escena de Carey entre las flores fue inspirada en la pintura de Sandro Botticelli El nacimiento de Venus. El vídeo culmina cuando Carey y su enamorado se encuentran haciendo el amor en un faro.
También se filmó un vídeo para el "So So Def" remix, dirigido por Diane Martel. En éste se puede ver a Mariah Carey con Dupri, Lord Tariq, y Peter Guns en una fiesta en casa de un amigo. El vídeo fue filmado similarmente a un vídeo doméstico.
Para el "Classic radio mix" se usó el mismo vídeo original dirigido por Herb Ritts, solo que se reeditaron algunas partes.

## Formatos y listas de pistas
| Estados Unidos CD Sencillo 1. «My All» – 3:51 2. «Breakdown» – 4:58 Estados Unidos CD Maxi-Sencillo 1. «My All» (Álbum Versión) - 3:51 2. «My All» (Classic Club Mix) - 9:06 3. «Breakdown» (The Mo Thugs Remix) - 4:58 4. «The Roof» (Remix With Mobb Deep) - 5:29 5. «Fly Away» (Fly Away Club Mix) - 9:50 Estados Unidos CD /Maxi-Sencillo 12 1. «My All/Stay Awhile» (So So Def Mix With Lord Tariq & Peter Gunz) - 4:33 2. «My All/Stay Awhile» (So So Def Mix Without Rap) - 3:46 3. «My All» (Morales My Club Mix) - 7:08 4. «My All» (Morales Def Club Mix) - 7:16 5. «The Roof» (Morales Funky Club Mix) - 8:28 Europa CD Maxi-Sencillo 1. «My All» (Álbum Versión) – 3:51 2. «My All» (Morales Classic Radio Mix) – 4:21 3. «My All» (Morales Classic Club Mix) – 9:06 4. «My All» (Full Crew Main Mix) – 4:40 5. «My All» (Full Crew Radio Mix) – 3:57 | Estados Unidos Sencillo 12" 1. «My All» (Classic Club Mix) – 9:06 2. «The Roof» (Mobb Deep Mix) – 5:29 3. «Breakdown» (The Mo'Thugs Remix) – 4:58 4. «Fly Away (Butterfly Reprise)» (Fly Away Club Mix) – 9:50 Europa Sencillo 12" 1. «My All» (Classic Club Mix) – 9:06 2. «My All» (My Club Mix) – 7:08 3. «My All» (Álbum Versión) – 3:51 4. «My All» (Classic Radio Club Mix) – 4:15 |

## Trascendencia enHot 100
| Semana   | 1 | 2 | 3 | 4 | 5 | 6 | 7 | 8 | 9 | 10 | 11 | 12 | 13 | 14 | 15 | 16 | 17 | 18 | 19 | 20 |
| -------- | - | - | - | - | - | - | - | - | - | -- | -- | -- | -- | -- | -- | -- | -- | -- | -- | -- |
| Posición | 2 | 2 | 1 | 2 | 4 | 4 | 4 | 4 | 4 | 8  | 9  | 9  | 18 | 22 | 26 | 31 | 33 | 38 | 51 | 51 |

## Posicionamiento en listas
| Lista (1998)                                                            | Máxima posición |
| ----------------------------------------------------------------------- | --------------- |
| Alemania (Offizielle Deutsche Charts)                                   | 30              |
| Australia (ARIA)                                                        | 39              |
| Austria (Ö3 Austria Top 40)                                             | 31              |
| Bélgica (Flandes) (Ultratop 50)                                         | 38              |
| Bélgica (Valonia) (Ultratop 50)                                         | 9               |
| Canadá (RPM Top Singles)                                                | 28              |
| Canadá (RPM Adult Contemporary)                                         | 14              |
| España Spanish Singles Chart                                            | 9               |
| Estados Unidos (Billboard Hot 100)                                      | 1               |
| Estados Unidos (Adult Contemporary)                                     | 18              |
| Estados Unidos (Hot Dance Club Songs)                                   | 5               |
| Estados Unidos (Dance Singles Sales) con "Fly Away (Butterfly Reprise)" | 1               |
| Estados Unidos (Hot R&B/Hip-Hop Songs) con "Breakdown"                  | 4               |
| Estados Unidos (Mainstream Top 40)                                      | 18              |
| Estados Unidos (Rhythmic)                                               | 8               |
| Europa (European Singles Chart)                                         | 9               |
| Francia (SNEP)                                                          | 6               |
| Irlanda (IRMA)                                                          | 21              |
| Nueva Zelanda (Recorded Music NZ)                                       | 21              |
| Noruega (VG-lista)                                                      | 15              |
| Países Bajos (Dutch Top 40)                                             | 32              |
| Países Bajos (Mega Single Top 100)                                      | 32              |
| Reino Unido (Official Charts Company)                                   | 4               |
| Reino Unido (UK R&B Chart)                                              | 2               |
| Suecia (Sverigetopplistan)                                              | 14              |
| Suiza (Schweizer Hitparade)                                             | 7               |

| Lista (1998)                       | Posición |
| ---------------------------------- | -------- |
| Bélgica (Singles Chart Wallonia)   | 59       |
| Francia (French Singles Chart)     | 35       |
| Suiza (Swiss Music Charts)         | 41       |
| Estados Unidos (Billboard Hot 100) | 17       |

| Lista (1990–1999)                  | Posición |
| ---------------------------------- | -------- |
| Estados Unidos (Billboard Hot 100) | 99       |

| Proveedor             | Certificación |
| --------------------- | ------------- |
| Francia (SNEP)        | Plata         |
| Estados Unidos (RIAA) | Platino       |